# 佘詩曼
佘詩曼（英語：Charmaine Sheh Sze Man；1975年5月28日—），香港女演員，1997年香港小姐季軍。1998年簽約TVB，曾是无线电视六大花旦之一。她被譽為是無綫電視全盛時期最後一位「一姐」，也有港劇女王之稱，同時是《萬千星輝頒獎典禮》首位三屆視后，也是最多得獎記錄保持者（15個）。

## 早年經歷

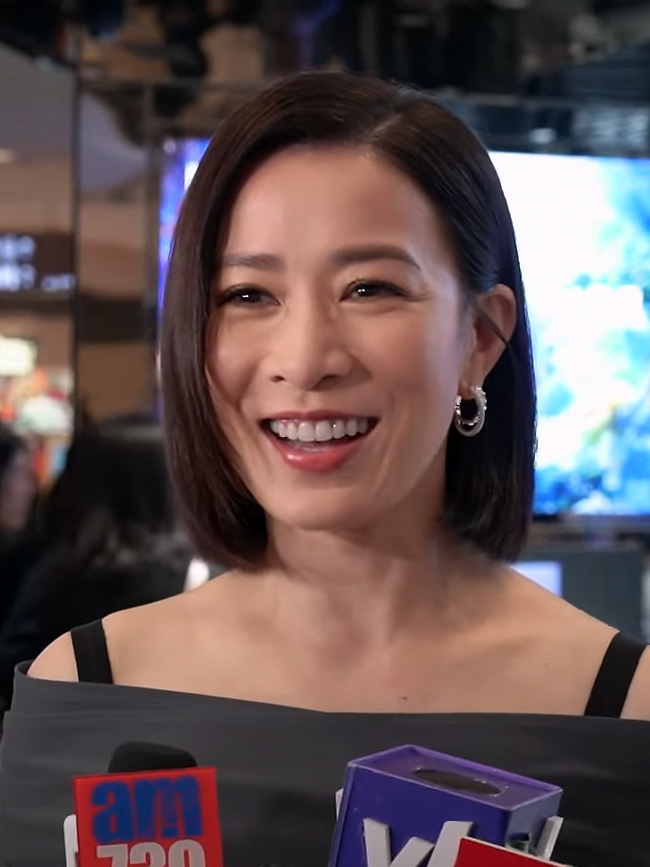
2023年佘詩曼出席活動照

佘詩曼祖籍為廣東中山縣官塘村（現為珠海市唐家灣鎮官塘社区），祖父佘敦勇曾在官塘創辦「平民義學」，1945年與家人移居香港。佘詩曼有一名哥哥和一名弟弟，五歲時父親離世，自幼與妈妈相依为命。她曾就讀於協恩中學附屬小學和協恩中學，中六時遠赴瑞士IMI International Management Institute Switzerland修讀酒店管理学系。畢業回港後，她參選1997年香港小姐競選奪得季軍，其後簽約無綫電視，卸任後立即受重用，甫出道已在多套電視劇及電影中擔任女主角，其後很快晋身成为無綫電視的一線花旦，入行以來均在電視界獲得不少香港與國際獎項。
1999年起，佘詩曼開始在電視界發展，個人擔任女主角的作品《酒是故鄉醇》、《鳳凰四重奏》、《絕代商驕》、《公主嫁到》、《天與地》、《使徒行者》、《鬢邊不是海棠紅》、《新聞女王》等皆嘗試各類極端角色，亦曾主演《十月初五的月光》、《宮心計》、《公主嫁到》、《延禧攻略》、《新聞女王》等熱播作品。
她接受訪問時曾表示，她是極少數從未演出過任何TVB律師題材電視劇的著名女演員，直至2024年好友鍾澍佳邀請她演出律政題材劇集《正義女神Themis》為止。
佘詩曼也擅長投資物業。據媒體報導，她目前持有至少5個物業，合計市值達1.8億元。
因應其祖父於1950年曾任保良局總理，故此相隔75年後的2025年乙巳蛇年新春團拜活動上，獲保良局主席龐董晶怡委任為「保良局傳承愛心大使」。

## 演藝事業
1999年，佘诗曼被著名监制李添胜选中，并在其监制的根据金庸同名小说改编的古装武侠剧《雪山飞狐》中饰演女主角苗若兰。同年，她在时装剧《刑事侦缉档案IV》饰演女警文婉兰。2000年，佘诗曼与张智霖合作主演的时装爱情剧《十月初五的月光》首播，她在剧中饰演女主角祝君好，而她亦凭借该剧获得《萬千星輝賀台慶2000》「我最喜爱的电视角色」及「我最喜爱的拍档奖等奖项」；同年11月20日，她还与林家栋合作主演了古装武侠剧《碧血剑》，在剧中饰演了长平公主阿九。
2001年，佘詩曼主演古装武侠剧《倚天屠龙记》，在剧中饰演峨眉派第四代掌门周芷若；主演爱情悬疑剧《七姊妹》，在剧中饰演富家女黄玉簪；此外，她在民国剧《酒是故乡醇》中饰演黎顺风，并凭借该角色获得《萬千星輝賀台慶2001》「我最喜爱的电视角色奖」 。2002年，她主演的医疗时装剧《红衣手记》開機拍攝，在剧中饰演护士郁采玲；随后，她拍攝的《情牵百子柜》首播，在剧中饰演吴倩如；同年，她还客串了古装神话剧《无头东宫》。
2003年，佘詩曼主演的古装悬疑剧《洗冤录II》首播，在剧中饰演阮玉珠；3月24日，她主演的古装宫廷剧《帝女花》播出，在剧中演长平公主，并凭借该角色获得《萬千星輝賀台慶2003》「我最喜爱的电视角色奖」；同年，繼《十月初五的月光》後，佘詩曼再次與张智霖合作主演了民国爱情剧《西关大少》，并在剧中饰演何双喜，並且在《2005年Astro華麗台電視劇大獎》頒獎典禮上奪得「我的至愛情侶檔」。同年拍攝的《江南京華夢》则是其首部中國大陸電視劇，在劇中首次一人分飾兩角。
2004年，佘诗曼在匪警爱情剧《无名天使3D》饰演中环警署探员姚丽花。此外她亦拍攝古裝劇《金枝欲孽》，在剧中饰演淳贵人董佳·尔淳，该剧播出以后以平均收视32点、最高收视41点的成绩取得香港年度收视冠军，使她名氣飆升；而她亦凭借该剧获得《萬千星輝賀台慶2004》「我最喜爱的电视角色奖」、《马来西亚Astro华丽电视台颁奖典礼》「我的至爱女主角」和「我的至爱角色」、以及《壹电视大奖》「十大电视艺人」等奖项。
2006年，佘诗曼主演劇集《凤凰四重奏》，在劇中一人分飾四角，分别饰演了大家闺秀魏瑜凤，高中生汪子君，家庭主妇白慧珍，以及啤酒妹戴思嘉，凭借在剧中获得了《万千星辉颁奖典礼2006》「最佳女主角」和「我最喜爱的电视女角色」；除此之外，她亦憑此劇分別獲得《演藝家年獎2006頒獎典禮》「我最喜愛女電視藝員（金獎）」及「我最喜愛樂壇新人（銅獎）」、《中國劇中國造·第二屆電視劇風雲盛典頒獎典禮》「香港最受歡迎女演員」、《第5屆南方盛典頒獎禮》「最受歡迎港台女演員獎」及《壹電視大獎2007頒獎禮》「十大電視藝人（第一位）」等多個獎項。同年年底也在TOM 2006網絡•娛樂•英雄會頒獎盛典获得《年度华人四大名旦奖》。
2007年，佘詩曼在時装商战剧《歲月風雲》饰演地产经纪荣秀风，并凭借该角色获得《Astro华丽台电视剧大奖》「我最难忘的一吻」和「我的至爱角色奖」；同年，她主演古装喜剧《铁嘴银牙》，在剧中饰演富家小姐纳兰青青。她亦憑內地電視劇《帶我飛，帶我走》獲得《2007年星光大典頒獎禮》「年度最受歡迎電視劇女演員」。2008年，她拍攝的时装查案剧《法证先锋II》播出，在剧中饰演重案组高级督察马帼英，更憑該角色獲得《星和無綫電視大獎2010》的「我最愛TVB女藝人」和「我最愛TVB電視角色」，以及《Astro華麗台電視劇大獎2009》的「我的至愛女主角」及「我的至愛角色」獎。
2009年，佘詩曼主演電視劇《絕代商驕》及《宮心計》，在時裝劇《絕代商驕》中飾演「林淼淼（三水妹）」；同年，她在古裝劇《宮心計》中飾演「劉三好（三好、德妃）」，先在第五屆首爾國際電視節奪得「觀眾投票最高人氣獎」，後入圍《萬千星輝頒獎典禮2009》「我最喜愛的電視女角色」及「最佳女主角」最後五强；同年亦再次獲得《壹電視大獎》「十大電視藝人」的榮譽。
2010年，佘詩曼主演的古装喜剧《公主嫁到》播出，在剧中饰演昭阳公主，而该剧则以平均收视34点，最高收视45点的成绩再次成为香港年度收视冠军，而她亦凭借该剧在《第16屆亞洲電視大獎》获得「最佳女主角」，並在第六屆首爾國際電視節再次奪得「觀眾投票最高人氣獎」；之後更於《MY AOD我的最愛頒獎典禮2010》中，奪得「我的最愛電視女主角」及「十大我的最愛電視角色」，以及分別獲得《星和無綫電視大獎2011》「我最愛TVB女藝人」兼「我最愛TVB螢幕情侶」獎 、《明報周刊演藝動力大獎2010》「最突出電視女藝員」及「我最支持的演藝動力大獎」、《壹電視大獎2011》「十大電視藝人（第一位）」、《新加坡e樂大賞2010》「e樂人氣香港電視女演員」、《越南DMA2010》「最受歡迎香港女演員」、《Cosmopolitan Fun Fearless Awards頒獎禮》「TV Personality of the Year」、《演藝人年度傑出表現獎》「電視界別傑出表現女演員」等多個獎項。
2011年，佘诗曼与TVB經理人合約完結，隨後以部頭合約形式和TVB合作關系，事業重心轉至中国内地市场；随后，她主演时装喜剧《花花世界花家姐》，在剧中饰演智障女孩花丽珠；8月5日，她主演的古装悬疑剧《带刀女捕快》首播，在剧中饰演女捕快柳明月；同年11月21日，她主演了时装悲情懸疑劇《天與地》，在剧中饰演女主角电台主持人叶梓恩，劇集播出後，由於牽涉大膽破格內容而在港造成了社會討論及廣泛迴響，她的細膩演出也得到觀眾好評，成為其代表作之一。同年，佘诗曼登上富比士中國名人榜2011，排名第67位，收入排名第57位，年收入達2360萬人民幣。
2012年，佘詩曼拍攝时装爱情剧《4 In Love》，在剧中饰演国际巨星童蔼瑶；同年7月，她主演的古装悬疑剧《新审死官》播出；同年12月，佘诗曼主演的内地民国剧《嫁入豪门》在中国内地地面频道首播，在剧中饰演了沈家养女沈盈秀。
2013年7月，佘詩曼主演的中國大陸電視劇《忽必烈傳奇》開機拍攝，其後隨著與中國大陸經紀公司約滿，有很多其他中國大陸的娛樂公司都邀請她簽約，其中包括翡翠東方傳播有限公司（TVBC），華誼兄弟及英皇娛樂，其後考慮後終在2013年8月正式簽約翡翠東方，成為旗下藝人。
2014年，佘诗曼在參與文偉鴻監製的警匪電視劇《使徒行者》中飾演女臥底丁小嘉（釘姐）一角大獲好評，更創下一個女演員以一套劇同時奪得多料視既記錄。她先在《星和無綫電視大獎2014》獲得「我最愛TVB女主角」以及「我最愛TVB電視女角色」，成為新加坡雙料視后。她更在《TVB 馬來西亞星光薈萃頒獎典禮2014》中奪得「最喜愛TVB女主角」以及「最喜愛TVB電視角色」，成為馬來西亞雙料視后。她更於年底的《萬千星輝頒獎典禮2014》中奪「最佳女主角」以及民選視后「最受歡迎電視女角色」兩大個人獎項，此前獲得《星和無綫電視大獎2014》「我最愛TVB女主角」及「我最愛TVB電視女角色」，亦是繼2006年《鳳凰四重奏》後再次成為香港雙料視后。2015年再憑此劇在第15屆華鼎獎全球演藝名人滿意度調查頒獎典禮中奪得「中國最佳電視劇女演員」，成為華鼎獎視后。加上2014「中國內地最受歡迎TVB劇女藝人」、YAHOO人氣大獎「電視女藝人」及香港新浪微博微博之星2014頒獎典禮「微博給力電視劇女角色」（微博視后）及「微博給力螢幕情侶（佘詩曼、林峯）」這獎項，佘詩曼成為本年度的“11料視后”，该剧以30.5的跨平台收视率成为香港年度收视冠军。
2015年起，佘詩曼轉往電影界發展，並擔任多部電影的女主角；2月19日，她主演的浪漫爱情电影《衝上雲霄》上映，她在電影中饰演空中服务员潘家诗。该片上映6天内地票房累计破亿，在香港地区奪得贺岁华语片票房第一；10月26日飞往德国拍摄《爱情来的时候2》；11月12日，事隔十一年，佘詩曼与张智霖合作主演的电影版《十月初五的月光》在港、澳、星、马四地同日上映。该片在港澳两地首日票房实收119.2万，香港票房972,883，荣登华语电影票房冠军，11月20日，该片在中国上映，上映3天后成功问鼎2015年纯港产爱情片票房冠军。
佘詩曼在2016年合約完結後恢復自由身，並且成立「佘詩曼+工作室」單飛發展，日後所有演藝工作由自己接洽，其在中國內地的工作行程及日常管理一切交由工作室全權負責，目前主力於中國大陸及香港兩地持續發展其演藝事業。
同年，佘詩曼与古天乐、张家辉、吴镇宇合作主演的电影版《使徒行者》开机，在電影中饰演丁小嘉。
2018年，佘詩曼簽約「天高娛樂」，成為旗下藝人，主要負責其在香港的工作事宜。
同年，佘詩曼在中國大陸電視劇《延禧攻略》裡飾演嫻妃一角而在内地名氣急升，2019年更成為GSAE《SAI 投资价值年度报告》「中国区投资价值榜（最具投资价值榜）」第1位（价值为2379.13）。
2020年，佘詩曼主演民国戏《鬓边不是海棠红》播出，在剧中饰演二奶奶范湘儿，並獲得第16屆中美電視節「年度最佳女主角」。

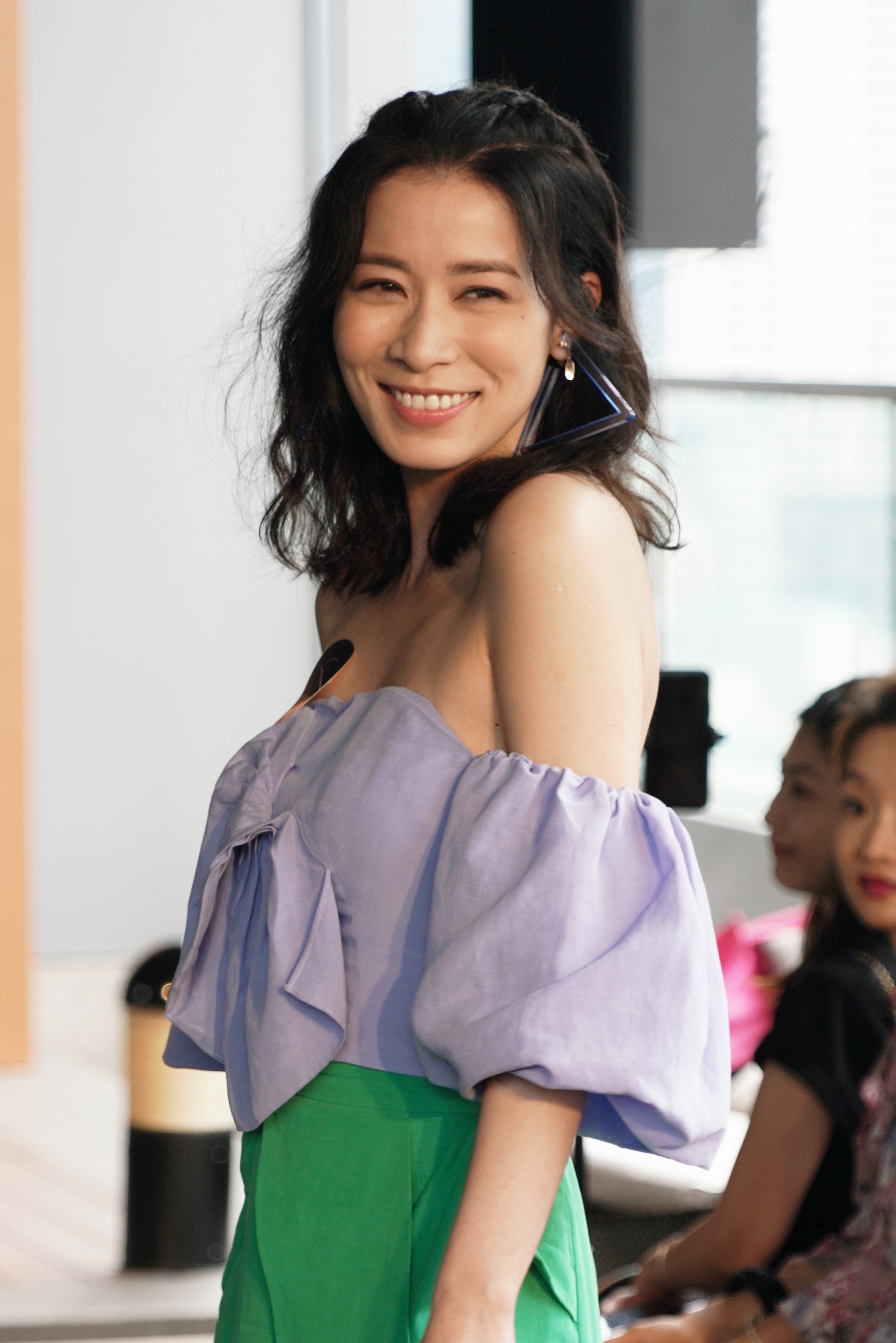
佘詩曼出席活動照

2023年，佘詩曼相隔九年後再次參演無綫電視劇集，於台慶劇《新聞女王》中飾演新聞主播「文慧心（Man姐）」一角，演出大獲好評，最終以大熱姿態於《萬千星輝頒獎典禮2023》橫掃「最佳女主角」、「大灣區最喜愛TVB女主角」及「馬來西亞最喜愛TVB女主角」三大獎項，成為三料視后，同時破記錄成為首位三度奪得「最佳女主角」的女演員，再次奠定她在香港電視界的地位。2024年11月在《第29届亞洲電視大獎》奪得「最佳女主角」，也是她自2011年《公主嫁到》後再次獲得亞洲視后殊榮，成為首位及目前唯一一位在《亞洲電視大獎》內兩度獲封視后殊榮的女演員。2024年12月在《第40届全球电影和电视艺术华鼎奖》颁奖典礼中夺得“全球最佳电视剧女演员”奖。佘诗曼凭《新聞女王》一剧，成为2024年度“13料视后”，打破个人记录，再创高峰。
2025年2月9及16日1997年香港小姐競選黃金翡翠台播出。

## 影視作品

### 電視劇
：無綫電視電視劇
 ：中國大陸電視劇
| 年份   | 劇名                          | 角色                                                                  |
| 1999   | 雪山飛狐                      | 苗若蘭                                                                |
| 1999   | 刑事偵緝檔案IV                | 文婉蘭（Man）                                                         |
| 2000   | 生命有TAKE2                   | 麥婉儀（Ada）                                                         |
| 2000   | 十月初五的月光                | 祝君好（君好）                                                        |
| 2000   | 碧血劍                        | 阿 九                                                                 |
| 2000   | 倚天屠龍記                    | 周芷若                                                                |
| 2001   | 七姊妹                        | 黃玉簪                                                                |
| 2001   | 酒是故鄉醇                    | 黎順風（橫水妹）                                                      |
| 2001   | 紅衣手記                      | 郁采玲（Charlie）                                                     |
| 2002   | 無頭東宮                      | 變臉楚楚                                                              |
| 2002   | 情牽百子櫃                    | 吳倩如（Ruby）                                                        |
| 2003   | 洗冤錄II                      | 阮玉珠（豬肉丸）                                                      |
| 2003   | 帝女花                        | 朱徽妮（長平公主）                                                    |
| 2003   | 西關大少                      | 何雙喜（夜香妹）                                                      |
| 2003   | 花樣中年                      | 關子淇（Kelly）                                                       |
| 2003   | 江南京華夢                    | 富察•紫霞/富察•紫懿                                                   |
| 2004   | 無名天使3D                    | 姚麗花（花姐）                                                        |
| 2004   | 金枝慾孽                      | 董佳•爾淳（爾淳小主）                                                 |
| 2005   | 驚艷一槍                      | 小 鏡                                                                 |
| 2005   | Yummy Yummy                   | 周文希（Mandy）                                                       |
| 2005   | 隨時候命                      | 康友嵐（Carrie）                                                      |
| 2006   | 覆雨翻雲                      | 秦夢瑤                                                                |
| 2006   | 火舞黃沙                      | 家春分                                                                |
| 2006   | 鳳凰四重奏                    | 魏瑜鳳（清末） 汪子君（五四時代） 白慧珍（六十年代末） 戴思嘉（現代） |
| 2006   | 東方之珠                      | 朱玉蘭（薰蘭）                                                        |
| 2007   | 歲月風雲                      | 榮秀風（秀風）                                                        |
| 2007   | 带我飞带我走                  | 秦芳                                                                  |
| 2007   | 鐵咀銀牙                      | 納蘭•青青                                                             |
| 2008   | 法證先鋒II                    | 馬幗英（Madam Ma、Bell）                                              |
| 2008   | 東山飄雨西關晴                | 葉向晴                                                                |
| 2009   | 絕代商驕                      | 林淼淼（三水妹）                                                      |
| 2009   | 宮心計                        | 劉三好（德妃）                                                        |
| 2010   | 公主嫁到                      | 昭陽公主（三公主）                                                    |
| 2011   | 花花世界花家姐                | 花麗珠（花家姐）                                                      |
| 2011   | 帶刀女捕快                    | 柳明月 / 翠蝶                                                         |
| 2011   | 天與地                        | 葉梓恩（阿Yan）                                                       |
| 2012   | 4 In Love                     | 童靄瑤（Chloe）                                                       |
| 2012   | 審死官                        | 萬中無一（一姐）                                                      |
| 2012   | 嫁入豪門                      | 沈盈秀                                                                |
| 2013   | 忽必烈傳奇 （前名：建元風雲） | 察必                                                                  |
| 2014   | 使徒行者                      | 丁小嘉（釘姐、阿釘）                                                  |
| 2017   | 賭城群英會                    | 施小東（小東）                                                        |
| 2018   | 誇世代                        | 靚女                                                                  |
| 2018   | 延禧攻略                      | 辉发那拉.淑慎（娴妃）                                                 |
| 2020   | 鬢邊不是海棠紅                | 范湘兒                                                                |
| 2020   | 燕云台                        | 萧胡辇                                                                |
| 2023   | 新聞女王                      | 文慧心（Man姐）                                                       |
| 2024   | 今天的她們                    | 梁清然                                                                |
| 2024   | 家族榮耀之繼承者              | 丘皓兒 ( Charlotte )                                                  |
| 待播中 | 正義女神 Themis               | 言惠知                                                                |
| 拍摄中 | 新聞女王2                     | 文慧心（Man姐）                                                       |

### 電影
| 年份   | 片名           | 角色                   |
| 2000   | 跑馬地的月光   | 葉阿媛                 |
| 2001   | 月滿抱西環     | 王美滿（阿Moon）       |
| 2002   | 飄忽男女       | 楊雪碧                 |
| 2007   | 美女食神       | 蕭阿詩（木咀詩）       |
| 2010   | 72家租客       | 八姑                   |
| 2011   | 人約離婚後     | 阿寶（Bobo）           |
| 2015   | 衝上雲霄       | 潘家詩（Cassie、阿詩） |
| 2015   | 十月初五的月光 | 祝君好（君好）         |
| 2016   | 使徒行者       | 丁小嘉（釘姐、阿釘）   |
| 2017   | 常在你左右     | 阿思                   |
| 2018   | 棟篤特工       | 余香（余局長）         |
| 2018   | 洩密者         | 阮嘉嵐（Carly Yuen）   |
| 2018   | 黃金兄弟       | 周醫生                 |
| 2023   | 暗殺風暴       | 韓少虹（特別演出）     |
| 待上映 | 三趟快車       |                        |
| 待公布 | 新聞女王       | 文慧心（Man姐）        |

### 短片／微電影、音樂電影及電視電影
| 年份 | 片名                | 角色    |
| 2001 | 熱血狙擊            | Kiwi    |
| 2014 | 愛情來的時候 新加坡 | Crystal |
| 2016 | 愛情來的時候2 德国  | Crystal |
| 2020 | 最美表演－《光》    | 不適用  |

## 音樂作品

### 個人單曲
| 年份 | 日期  | 歌曲名稱 | 作曲 | 填詞   | 編曲 | 監製         | 備註 |
| 2022 | 12.23 | 前排位置 | 江暉 | 林若寧 | 江暉 | 江暉、陳易遙 |      |

### 電視劇歌曲
| 年份 | 歌曲名稱             | 影視名稱       | 性質   | 合作藝人                 | 收錄專輯                           |
| 2003 | 帝女芳魂             | 帝女花         | 主題曲 | 與馬浚偉合唱             | 《新帝女花》                       |
| 2005 | 與朋友共             | Yummy Yummy    | 主題曲 | 與鄭嘉穎、林峯、楊怡合唱 | 《林峯黃金劇集歌曲選》MOOV         |
| 2006 | 黃沙中的戀人         | 火舞黃沙       | 片尾曲 |                          | 《金牌女兒紅》                     |
| 2006 | 蝶變                 | 鳳凰四重奏     | 主題曲 |                          | 《Love TV 情歌精選》               |
| 2006 | 禁戀                 | 鳳凰四重奏     | 片尾曲 |                          | 《歌影傳情》、《Love TV 情歌精選》 |
| 2006 | 遙遙的祝勉           | 東方之珠       | 插曲   | 與王祖藍合唱             |                                    |
| 2006 | 尋夢園               | 東方之珠       | 插曲   |                          |                                    |
| 2006 | 我的心裡只有你没有他 | 東方之珠       | 插曲   |                          |                                    |
| 2006 | 卡門                 | 東方之珠       | 插曲   |                          |                                    |
| 2006 | 往事只能回味         | 東方之珠       | 插曲   |                          |                                    |
| 2006 | 淚的小雨             | 東方之珠       | 插曲   |                          |                                    |
| 2006 | 說不出的快活         | 東方之珠       | 插曲   |                          |                                    |
| 2006 | 像霧又像花           | 東方之珠       | 插曲   |                          |                                    |
| 2006 | 莫斯科郊外的晚上     | 東方之珠       | 插曲   |                          |                                    |
| 2006 | 雞公仔               | 東方之珠       | 插曲   |                          |                                    |
| 2006 | 夜上海               | 東方之珠       | 插曲   |                          |                                    |
| 2006 | 歡樂今宵             | 東方之珠       | 插曲   |                          |                                    |
| 2006 | 出走公主             | 出走公主       | 主題曲 |                          |                                    |
| 2008 | 等你                 | 法證先鋒II     | 插曲   |                          |                                    |
| 2008 | 陪你哭也只得我       | 東山飄雨西關晴 | 片尾曲 | 與馬德鐘合唱             | 《TVB 08最新主題曲選》MOOV         |
| 2009 | 風車                 | 宮心計         | 插曲   |                          | 《宮心計電視劇歌曲選》MOOV         |

### 動畫歌曲
- 2006年：《星星的加冕》（動畫《大長今》粵語片頭曲、中國大陸電台南方生活廣播「流行南方粵語兒歌大匯」冠軍歌曲）

### 音樂錄像
| 歌名                | 主唱   | 作曲        | 填詞   | 編曲           | 監製                         | 備註                           |
| 黃沙中的戀人        | 佘詩曼 | 陳國樑      | 岑偉宗 | 陳國樑         | Gary Chan                    | 2006年劇集《火舞黃沙》片尾曲   |
| 我們很好（國語版）  | 林峯   | 鄧智偉      | 張美賢 | Johnny Yim     | 鄧智偉                       | 2010年                         |
| We Are The Only One | 群星   | 徐洛鏘      | 楊熙   | 徐洛鏘、韋景雲 | 左麟右李、韋景雲、Johnny Yim | 2014年無綫FIFA巴西世界盃主題曲 |
| 無人知道雙子座      | 容祖兒 | Cousin Fung | 黃偉文 | 馮翰銘         | 馮翰銘                       | 2016年                         |
| 我們萬歲            | 陳奕迅 | 翁瑋盈      | 陳詠謙 | the duo band   | 王雙駿                       | 2018年                         |

### 派台歌曲成績
| 派台歌曲成績（四台） | 派台歌曲成績（四台） | 派台歌曲成績（四台） | 派台歌曲成績（四台） | 派台歌曲成績（四台） | 派台歌曲成績（四台） | 派台歌曲成績（四台）                           | 派台歌曲成績（四台）                           |
| -------------------- | -------------------- | -------------------- | -------------------- | -------------------- | -------------------- | ---------------------------------------------- | ---------------------------------------------- |
| 唱片                 | 歌曲                 | 903                  | RTHK                 | 997                  | TVB                  | 備註                                           | 備註                                           |
| 2014年               |                      |                      |                      |                      |                      |                                                |                                                |
|                      | We Are The Only One  | ×                    | ×                    | ×                    | 1                    | 《2014 FIFA巴西世界盃》TVB主題曲 與TVB群星合唱 | 《2014 FIFA巴西世界盃》TVB主題曲 與TVB群星合唱 |
| 派台歌曲成績（五台） |                      |                      |                      |                      |                      |                                                |                                                |
| 唱片                 | 歌曲                 | 903                  | RTHK                 | 997                  | TVB                  | ViuTV                                          | 備註                                           |
| 2022年               |                      |                      |                      |                      |                      |                                                |                                                |
|                      | 前排位置             | -                    | 10                   | 5                    | ×                    | -                                              |                                                |

| 各台冠軍歌總數 | 各台冠軍歌總數 | 各台冠軍歌總數 | 各台冠軍歌總數 | 各台冠軍歌總數 | 各台冠軍歌總數    | 各台冠軍歌總數    |
| -------------- | -------------- | -------------- | -------------- | -------------- | ----------------- | ----------------- |
| 四台a          | 903            | RTHK           | 997            | TVB            | 備註              | 備註              |
| 四台a          | 0              | 0              | 0              | 1              | 四台冠軍歌總數：0 | 四台冠軍歌總數：0 |
| 五台b          | 903            | RTHK           | 997            | TVB            | ViuTV             | 備註              |
| 五台b          | 0              | 0              | 0              | 0              | 0                 | 五台冠軍歌總數：0 |

- （*）上榜中
- （-）未能上榜
- （×）沒有派往該台
- ^  注解a：包括2022年後的冠軍歌曲
- ^  注解b：2022年起

## 其他商業工作
佘詩曼在香港拍攝了不少產品的廣告代言，包括卓悅纖體、雅芳婷、伊之情護膚面膜、蒙羅麗莎婚紗、香港體檢、資生堂、必瘦站、朗廷酒店集團、麥當勞廣告急口令、京都念慈菴枇杷潤喉糖、美御殿堂、Clarins賦活雙精華、康活健 NMN PRO MAX、REVLON 速彩染髮霜、L'Oréal Paris花蜜奢養系列、滙豐銀行等。
另外她在中國大陸也拍攝了不少產品廣告代言，遍佈珠寶、腕表、化妝品及食品品牌，包括碧婷沐浴露、卓爾珠寶、媚兰、华生堂苹果醋、新姿面膜、蔻琦酵素形象大使、麦吉丽品牌推广大使、肯德基金枕榴槤酥餅、GEYA格雅表、康宁餐具、皙玥、中山海雅缤纷城推广大使、官栈、闪蝶品牌大使、三草两木白白星推官、岚图追光PHEV首席推荐官、高德地图导航语音、绮炫、Dissona织序系列、善存食品、顺德渔村品牌（渔村月饼）、英迪格酒店等。

## 獎項
| 榮譽列表 | 榮譽列表                            | 榮譽列表                                                                             | 榮譽列表           | 榮譽列表                       |
| -------- | ----------------------------------- | ------------------------------------------------------------------------------------ | ------------------ | ------------------------------ |
| 年份     | 頒獎典禮                            | 獎項                                                                                 | 作品               | 角色                           |
| 1997     | 香港小姐競選                        | 季軍                                                                                 | 不適用             | 不適用                         |
| 2000     |                                     | Samsung十大至有型格大獎                                                              | 不適用             | 不適用                         |
| 2000     | 快週刊                              | 最快上位之星                                                                         | 不適用             | 不適用                         |
| 2000     | 萬千星輝賀台慶2000                  | 本年度我最喜愛的拍檔（戲劇組）                                                       | 《十月初五的月光》 | 祝君好、文初                   |
| 2000     | 萬千星輝賀台慶2000                  | 本年度我最喜愛的電視角色                                                             | 《十月初五的月光》 | 祝君好                         |
| 2001     | 萬千星輝賀台慶2001                  | 本年度我最喜愛的電視角色                                                             | 《酒是故鄉醇》     | 黎順風                         |
| 2002     | 壹電視大獎2002                      | 第十位電視藝人                                                                       | 不適用             | 不適用                         |
| 2002     | 壹電視大獎2002                      | 嬌蘭淨白凝采肌膚大獎                                                                 | 不適用             | 不適用                         |
| 2002     | 港台十大紅星頒獎禮                  | 港台十二大紅星大獎                                                                   | 不適用             | 不適用                         |
| 2002     | 港台十大紅星頒獎禮                  | 上上纖大獎                                                                           | 不適用             | 不適用                         |
| 2002     | 英國倫敦國際廣播電台                | 十大最喜愛的香港影視紅星（第三位）                                                   | 不適用             | 不適用                         |
| 2002     | 三週刊                              | 最具動人美態獎                                                                       | 不適用             | 不適用                         |
| 2003     | 壹電視大獎2003                      | 第十位電視藝人                                                                       | 不適用             | 不適用                         |
| 2003     | MSN Messenger                       | 夢中情人選舉（女藝員）第一位                                                         | 不適用             | 不適用                         |
| 2003     | MSN Messenger                       | 2002年度十大秀身之星                                                                 | 不適用             | 不適用                         |
| 2003     | 萬千星輝賀台慶2003                  | 本年度我最喜愛的電視角色                                                             | 《帝女花》         | 長平公主                       |
| 2004     | 壹電視大獎2004                      | 第六位電視藝人                                                                       | 不適用             | 不適用                         |
| 2004     | 香港國際影視展2004                  | 五大最具卖埠價值的香港電視女藝員第三名                                               | 不適用             | 不適用                         |
| 2004     | Astro華麗台電視劇大獎2004           | 我的至愛角色                                                                         | 《帝女花》         | 長平公主                       |
| 2004     | 萬千星輝賀台慶2004                  | 本年度我最喜愛的電視角色                                                             | 《金枝慾孽》       | 董佳•爾淳                      |
| 2005     | Astro華麗台電視劇大獎2005           | 我的至愛女主角                                                                       | 《金枝慾孽》       | 董佳•爾淳                      |
| 2005     | Astro華麗台電視劇大獎2005           | 我的至愛角色                                                                         | 《金枝慾孽》       | 董佳•爾淳                      |
| 2005     | Astro華麗台電視劇大獎2005           | 我的至愛情侶檔                                                                       | 《西關大少》       | 周天賜、何雙喜                 |
| 2005     | 壹電視大獎2005                      | 第四位電視藝人                                                                       | 不適用             | 不適用                         |
| 2005     | 新城勁爆電視大獎頒獎禮2005          | 十大勁爆電視演員                                                                     | 不適用             | 不適用                         |
| 2006     | 壹電視大獎2006                      | 第九位電視藝人                                                                       | 不適用             | 不適用                         |
| 2006     | 萬千星輝頒獎典禮2006                | 最佳女主角                                                                           | 《鳳凰四重奏》     | 魏瑜鳳、汪子君、白慧珍、戴思嘉 |
| 2006     | 萬千星輝頒獎典禮2006                | 我最喜愛的電視女角色                                                                 | 《鳳凰四重奏》     | 魏瑜鳳、汪子君、白慧珍、戴思嘉 |
| 2006     | 演藝家年獎2006                      | 我最喜愛女電視藝員（金獎）（页面存档备份，存于）                                     | 《鳳凰四重奏》     | 魏瑜鳳、汪子君、白慧珍、戴思嘉 |
| 2006     | 演藝家年獎2006                      | 我最喜愛樂壇新人（銅獎）                                                             | 《鳳凰四重奏》     | 魏瑜鳳、汪子君、白慧珍、戴思嘉 |
| 2006     | 中國劇中國造•第二屆電視劇風雲盛典   | 香港最受歡迎女演員（页面存档备份，存于）                                             | 《鳳凰四重奏》     | 魏瑜鳳、汪子君、白慧珍、戴思嘉 |
| 2006     | TOM 2006網絡•娛樂•英雄會頒獎盛典    | 年度华人四大名旦奖（页面存档备份，存于）                                             | 不適用             | 不適用                         |
| 2006     | 新城點正娛樂勁爆電視大獎            | 十大勁爆電視演員                                                                     | 不適用             | 不適用                         |
| 2006     | 君子雜誌                            | 150th Anniversary Celebration （The Best Dress Award Presentation） 最佳衣著品味大獎 | 不適用             | 不適用                         |
| 2006     | Astro華麗台電視劇大獎2006           | 我的至愛角色                                                                         | 《Yummy Yummy》    | 周文希                         |
| 2007     | 壹電視大獎2007                      | 第一位電視藝人                                                                       | 不適用             | 不適用                         |
| 2007     | 壹電視大獎2007                      | PHILIPS星勢非凡大獎                                                                  | 不適用             | 不適用                         |
| 2007     | 兒歌金曲頒獎典禮2007                | 十大金曲                                                                             | 《星星的加冕》     | 不適用                         |
| 2007     | 兒歌金曲頒獎典禮2007                | 兒歌金曲金獎                                                                         | 《星星的加冕》     | 不適用                         |
| 2007     | 新城勁爆兒歌頒獎禮2007              | 新城勁爆兒歌獎                                                                       | 《星星的加冕》     | 不適用                         |
| 2007     | 新城勁爆兒歌頒獎禮2007              | 新城勁爆年度兒歌大獎                                                                 | 《星星的加冕》     | 不適用                         |
| 2007     | 新城勁爆兒歌頒獎禮2007              | 新城勁爆兒歌女歌手                                                                   | 不適用             | 不適用                         |
| 2007     | Astro華麗台電視劇大獎2007           | 我的至愛角色                                                                         | 《火舞黃沙》       | 家春分                         |
| 2007     | 騰訊網星光大典頒獎禮2007            | 年度最受歡迎電視劇女演員                                                             | 《歲月風雲》       | 榮秀風                         |
| 2008     | Astro華麗台電視劇大獎2008           | 我的至愛角色                                                                         | 《歲月風雲》       | 榮秀風                         |
| 2008     | Astro華麗台電視劇大獎2008           | 我最難忘的一吻                                                                       | 《歲月風雲》       | 華振邦、榮秀風                 |
| 2008     | 壹電視大獎2008                      | 第五位電視藝人                                                                       | 不適用             | 不適用                         |
| 2008     | 壹電視大獎2008                      | RMK高清立體肌膚大獎                                                                  | 不適用             | 不適用                         |
| 2008     | 香港貿易發展局                      | 最受歡迎香港女電視藝人                                                               | 不適用             | 不適用                         |
| 2008     | YAHOO!搜尋人氣大獎2008              | 電視女藝人                                                                           | 《法證先鋒Ⅱ》      | 馬幗英                         |
| 2008     | 新加坡《i weekly周刊》              | 十大最愛港劇女演員第一位                                                             | 不適用             | 不適用                         |
| 2008     | 第5屆南方盛典頒獎禮                 | 最受歡迎港台女演員獎（页面存档备份，存于）                                           | 《鳳凰四重奏》     | 魏瑜鳳、汪子君、白慧珍、戴思嘉 |
| 2009     | 壹電視大獎2009                      | 第八位電視藝人                                                                       | 不適用             | 不適用                         |
| 2009     | 壹電視大獎2009                      | PHILIPS星勢非凡大獎                                                                  | 不適用             | 不適用                         |
| 2009     | 福建省廣播影視集團「我愛我劇」評選  | 「我愛我劇」評選最受觀眾喜愛演員獎                                                   | 不適用             | 不適用                         |
| 2009     | 新加坡《i weekly周刊》              | 十大最愛港劇女演員第二位                                                             | 不適用             | 不適用                         |
| 2009     | Astro華麗台電視劇大獎2009           | 我的至愛女主角                                                                       | 《法證先鋒II》     | 馬幗英                         |
| 2009     | Astro華麗台電視劇大獎2009           | 我的至愛角色                                                                         | 《法證先鋒II》     | 馬幗英                         |
| 2009     | Astro華麗台電視劇大獎2009           | 我的至愛情侶檔                                                                       | 《法證先鋒II》     | 楊逸昇、馬幗英                 |
| 2009     | 萬千星輝頒獎典禮2009                | 最佳女主角五強金牌                                                                   | 《宮心計》         | 劉三好                         |
| 2009     | 萬千星輝頒獎典禮2009                | 我最喜愛的電視女角色五強金牌                                                         | 《宮心計》         | 劉三好                         |
| 2009     | 萬千星輝頒獎典禮2009                | 《絕代商驕》                                                                         | 林淼淼             |                                |
| 2010     | 星和無綫電視大獎2010                | 我最愛TVB女藝人（页面存档备份，存于）                                                | 《法證先鋒Ⅱ》      | 馬幗英                         |
| 2010     | 星和無綫電視大獎2010                | 我最愛TVB電視女角色                                                                  | 《法證先鋒Ⅱ》      | 馬幗英                         |
| 2010     | 壹電視大獎2010                      | 第三位電視藝人                                                                       | 不適用             | 不適用                         |
| 2010     | 第五屆首尔国际电视节                | 觀眾投票最高人氣獎（香港）（页面存档备份，存于）                                     | 《宮心計》         | 劉三好                         |
| 2010     | MY AOD我的最愛頒獎典禮2010          | 我的最愛電視女主角（页面存档备份，存于）                                             | 《公主嫁到》       | 昭陽公主                       |
| 2010     | MY AOD我的最愛頒獎典禮2010          | 我的最愛十大電視角色                                                                 | 《公主嫁到》       | 昭陽公主                       |
| 2010     | 萬千星輝頒獎典禮2010                | 我最喜愛的電視女角色（页面存档备份，存于）                                           | 《公主嫁到》       | 昭陽公主                       |
| 2010     | 萬千星輝頒獎典禮2010                | 最佳女主角五強金牌                                                                   | 《公主嫁到》       | 昭陽公主                       |
| 2010     | 萬千星輝頒獎典禮2010                | 我最喜愛的電視女角色五強金牌                                                         | 《公主嫁到》       | 昭陽公主                       |
| 2010     | 新加坡e樂大賞                       | e樂人氣香港電視女演員                                                                | 《公主嫁到》       | 昭陽公主                       |
| 2010     | 越南DMA                             | 最受歡迎香港女演員                                                                   | 《公主嫁到》       | 昭陽公主                       |
| 2010     | 明報周刊演藝動力大獎頒獎禮2010      | 我最支持的演藝動力大獎                                                               | 《公主嫁到》       | 昭陽公主                       |
| 2010     | 明報周刊演藝動力大獎頒獎禮2010      | 最突出電視女藝員                                                                     | 《公主嫁到》       | 昭陽公主                       |
| 2010     | Cosmopolitan Fun Fearless Awards    | TV Personality of the Year                                                           | 《公主嫁到》       | 昭陽公主                       |
| 2011     | 壹電視大獎2011                      | 第一位電視藝人                                                                       | 《公主嫁到》       | 昭陽公主                       |
| 2011     | 演藝人傑出表現獎                    | 電視傑出表現女演員                                                                   | 《公主嫁到》       | 昭陽公主                       |
| 2011     | 星和無綫電視大獎2011                | 我最愛TVB女藝人（页面存档备份，存于）                                                | 《公主嫁到》       | 昭陽公主                       |
| 2011     | 星和無綫電視大獎2011                | 我最爱TVB荧幕情侣                                                                    | 《公主嫁到》       | 昭陽公主、金多祿               |
| 2011     | 第六屆首尔国际电视节                | 觀眾投票最高人氣獎（香港）（页面存档备份，存于）                                     | 《公主嫁到》       | 昭陽公主                       |
| 2011     | 第16屆亞洲電視大獎                  | 最佳女主角（戲劇 / 劇情組）（页面存档备份，存于）                                    | 《公主嫁到》       | 昭陽公主                       |
| 2012     | 壹電視大獎2012                      | 第二位電視藝人                                                                       | 不適用             | 不適用                         |
| 2012     | 壹電視大獎2012                      | GlamSmile最佳笑容藝人大獎                                                            | 不適用             | 不適用                         |
| 2012     | 健康壹大奖                          | 十大健康之星                                                                         | 不適用             | 不適用                         |
| 2012     | 星和無綫電視大獎2012                | 我最愛TVB電視女角色（页面存档备份，存于）                                            | 《天與地》         | 葉梓恩                         |
| 2012     | 明報周刊演藝動力大獎頒獎禮          | 最突出電視女藝員                                                                     | 《天與地》         | 葉梓恩                         |
| 2012     | YAHOO!搜尋人氣大獎2012              | 電視女藝人                                                                           | 《天與地》         | 葉梓恩                         |
| 2012     | 越南DMA                             | 最受歡迎香港女演員                                                                   | 不適用             | 不適用                         |
| 2012     | 年度時尚cosmo美容頒獎盛典           | 年度最佳气质造型大奖                                                                 | 不適用             | 不適用                         |
| 2013     | 年度港台学生榜样頒獎盛典            | 最受学生欢迎艺人                                                                     | 不適用             | 不適用                         |
| 2013     | 健康壹大奖                          | 十大健康之星                                                                         | 不適用             | 不適用                         |
| 2013     | Marie Claire周年晚宴頒獎典禮        | Fashion Icon Award                                                                   | 不適用             | 不適用                         |
| 2014     | 星和無綫電視大獎2014                | 我最愛TVB女主角（页面存档备份，存于）                                                | 《使徒行者》       | 丁小嘉                         |
| 2014     | 星和無綫電視大獎2014                | 我最愛TVB電視女角色                                                                  | 《使徒行者》       | 丁小嘉                         |
| 2014     | TVB 馬來西亞星光薈萃頒獎典禮2014    | 最喜愛TVB女主角（页面存档备份，存于）                                                | 《使徒行者》       | 丁小嘉                         |
| 2014     | TVB 馬來西亞星光薈萃頒獎典禮2014    | 最喜愛TVB電視角色                                                                    | 《使徒行者》       | 丁小嘉                         |
| 2014     | 萬千星輝頒獎典禮2014                | 最佳女主角（页面存档备份，存于）                                                     | 《使徒行者》       | 丁小嘉                         |
| 2014     | 萬千星輝頒獎典禮2014                | 最受歡迎電視女角色                                                                   | 《使徒行者》       | 丁小嘉                         |
| 2014     | 萬千星輝頒獎典禮2014                | 中國內地最受歡迎TVB劇女藝人                                                          | 《使徒行者》       | 丁小嘉                         |
| 2014     | 第五屆太子珠寶鐘錶精英獎頒獎禮      | 視藝精英獎（页面存档备份，存于）                                                     | 不適用             | 不適用                         |
| 2014     | TVB周刊最強人氣品牌大獎2014         | 最強人氣廣告天后（页面存档备份，存于）                                                 | 不適用             | 不適用                         |
| 2014     | 明報周刊演藝動力大獎頒獎禮2014      | 最突出電視女藝員                                                                     | 《使徒行者》       | 丁小嘉                         |
| 2014     | YAHOO!搜尋人氣大獎2014              | 電視女藝人                                                                           | 《使徒行者》       | 丁小嘉                         |
| 2015     | 第15屆華鼎獎                        | 中國最佳電視劇女演員（页面存档备份，存于）                                           | 《使徒行者》       | 丁小嘉                         |
| 2015     | 2014微博之星微博影響力十大頒獎禮    | 微博給力電視劇女角色（页面存档备份，存于）                                           | 《使徒行者》       | 丁小嘉                         |
| 2015     | 2014微博之星微博影響力十大頒獎禮    | 微博給力螢幕情侶（佘詩曼、林峯）                                                     | 《使徒行者》       | 丁小嘉、薛家強                 |
| 2017     | 微博之星2016微博影響力頒獎禮        | 微博給力女主角（電影部門）（页面存档备份，存于）                                     | 《使徒行者》       | 丁小嘉                         |
| 2017     | 微博之星2016微博影響力頒獎禮        | 微博影響力十大香港娛樂名人（第十位）                                                 | 不適用             | 不適用                         |
| 2017     | Marie Claire 27th Anniversary Party | Fashion Icon Award （页面存档备份，存于）                                            | 不適用             | 不適用                         |
| 2018     | YAHOO!搜尋人氣大獎2018              | 人氣票（页面存档备份，存于）                                                         | 不適用             | 不適用                         |
| 2018     | 2018搜狐时尚盛典                    | 年度国剧女明星（页面存档备份，存于）                                                 | 《延禧攻略》       | 輝發那拉·淑慎                  |
| 2019     | 2018国剧盛典                        | 年度演技突破女演员（页面存档备份，存于）                                             | 《延禧攻略》       | 輝發那拉·淑慎                  |
| 2019     | 微博星耀盛典                        | 微博年度實力演員（页面存档备份，存于）                                               | 《延禧攻略》       | 輝發那拉·淑慎                  |
| 2019     | 2018微博之夜                        | 微博年度女神（页面存档备份，存于）                                                   | 不適用             | 不適用                         |
| 2020     | 第16屆中美電視節                    | 年度最佳女主角 （页面存档备份，存于）                                                | 《鬢邊不是海棠紅》 | 范湘兒                         |
| 2023     | 優酷娛樂×新聞女王收官禮             | 最具代表女王獎                                                                       | 《新聞女王》       | 文慧心                         |
| 2024     | 2023微博之夜                        | 微博年度匠心演員                                                                     | 《新聞女王》       | 文慧心                         |
| 2024     | 萬千星輝頒獎典禮2023                | 最佳女主角                                                                           | 《新聞女王》       | 文慧心                         |
| 2024     | 萬千星輝頒獎典禮2023                | 大灣區最喜愛TVB女主角                                                                | 《新聞女王》       | 文慧心                         |
| 2024     | 萬千星輝頒獎典禮2023                | 馬來西亞最喜愛TVB女主角                                                              | 《新聞女王》       | 文慧心                         |
| 2024     | 萬千星輝頒獎典禮2023                | 最佳衣著女藝人獎                                                                     | 不適用             | 不適用                         |
| 2024     | 新京报2023年度剧集／演员榜          | 年度人氣女演員                                                                       | 《新聞女王》       | 文慧心                         |
| 2024     | Golden BROWN Awards 2023            | Golden BROWN Awards                                                                  | 《新聞女王》       | 文慧心                         |
| 2024     | 第8屆觀眾在民間電視大獎             | 民選最佳女主角                                                                       | 《新聞女王》       | 文慧心                         |
| 2024     | 2023社交媒體風雲榜                  | 年度風雲人物                                                                         | 《新聞女王》       | 文慧心                         |
| 2024     | 时尚芭莎年度派对                    | 2024年度魅力ICON                                                                     | 不適用             | 不適用                         |
| 2024     | 第三屆时代女性盛典                  | 年度时代女性大奖                                                                     | 不適用             | 不適用                         |
| 2024     | 亞洲影視內容大獎2024                | 最佳亞洲製作電視節目/劇集女主角（金獎）                                              | 《新聞女王》       | 文慧心                         |
| 2024     | 微博視界大會                        | 年度傑出演員                                                                         | 《新聞女王》       | 文慧心                         |
| 2024     | 第29届亞洲電視大獎                  | 最佳女主角                                                                           | 《新聞女王》       | 文慧心                         |
| 2024     | 第40届全球电影和电视艺术华鼎奖      | 全球最佳电视剧女演员                                                                 | 《新聞女王》       | 文慧心                         |

## 外部連結
- 佘詩曼的新浪微博
- 佘詩曼的Instagram帳戶
- 佘詩曼的Facebook專頁
- 佘詩曼的小紅書帳戶 （页面存档备份，存于）
- 佘詩曼在香港影庫上的簡介

| 前任： 袁彩雲 | 香港小姐競選季軍 1997年 | 繼任： 吳文忻 |